# Bergrennen Rossfeld 1965

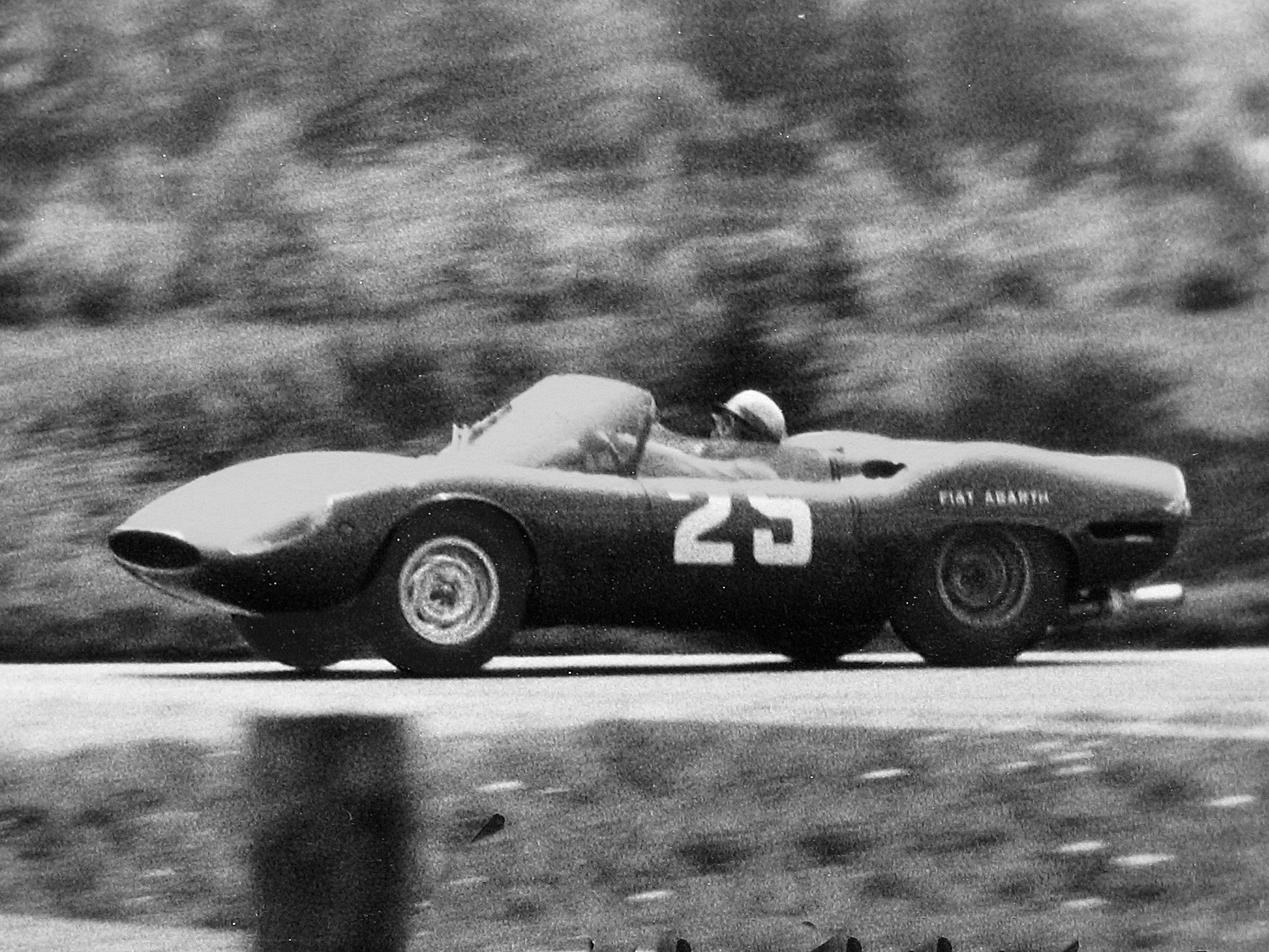
Hans Herrmann im Abarth 2000 OT; hier beim 1000-km-Rennen auf dem Nürburgring 1965. Am Rossfeld erreichte Herrmann mit dem Wagen den vierten Gesamtrang

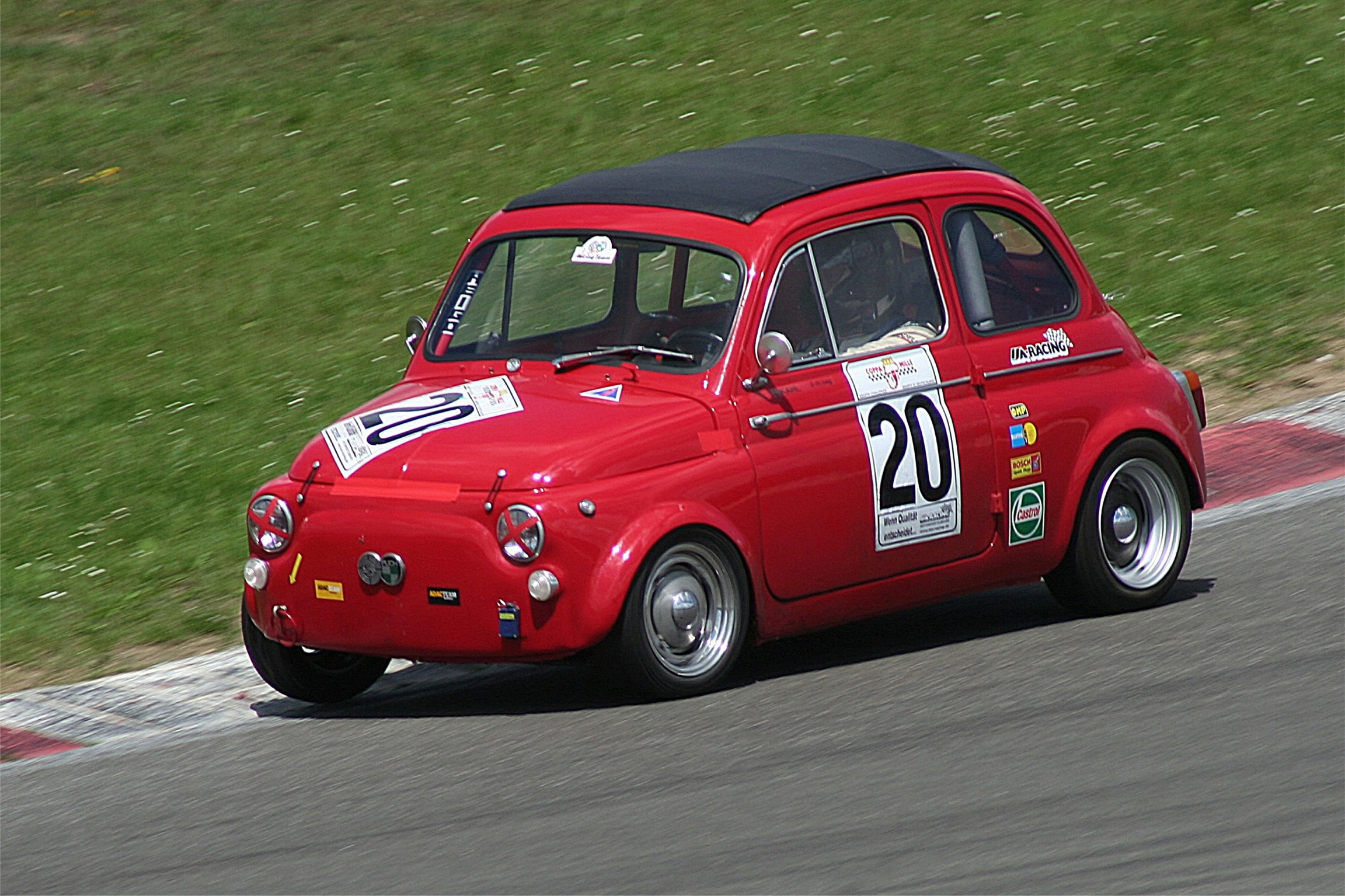
Steyr-Puch 650TR

Das Bergrennen Rossfeld, auch Internationaler Alpen-Bergpreiss, Rossfeld, war ein Bergrennen, das am 13. Juni 1965 ausgefahren wurde. Das Rennen war der elfte Wertungslauf zur Sportwagen-Weltmeisterschaft dieses Jahres.

## Das Rennen
Nach dem Tod von Edgar Barth musste bei Porsche der Bergsport neu organisiert werden. Der im sächsischen Herold geborene Barth hatte 1959, 1963 sowie 1964 die Europa-Bergmeisterschaft gewonnen und war am 20. Mai einem Krebsleiden erlegen. Damit fehlte Porsche der Spitzenfahrer. Als Nachfolger Barth’s wurde Gerhard Mitter verpflichtet. Auf der Roßfeldhöhenringstraße fuhr Mitter den Porsche 904/8 Bergspyder und erzielte mit dem Wagen in den beiden Wertungsläufen die beste Zeit. Die Gesamtwertung gewann er vor seinen Teamkollegen Herbert Müller und Anton Fischhaber.
Die Streckenlänge betrug 5,890 km. Gerhard Mitter benötige dafür bei seinem ersten Lauf 3:07,590 Minuten; es war die schnellste Zeit des Tages und entsprach einem Schnitt von 115,145 km/h. In der Addition der Läufe erreichte er einen Durchschnittsgeschwindigkeit von 113,656 km/h.
In zwölf Rennklassen wurden Klassensieger ausgefahren. Die hubraumstärksten Fahrzeuge traten in der Klassen für GT-Rennwagen über 2-Liter-Hubraum an, die von Bob Bondurant (Im Gesamtklassement erreichte Bondurant den zehnten Rang) auf einem Shelby Cobra Roadster gewonnen wurde, und bei den Tourenwagen über 2,5-Liter-Hubraum an. Die leistungsschwächsten Wagen wurden in der Tourenwagen-Klassen bis 0,7- bzw. bis 0,6-Liter-Hubraum gemeldet. Diese Klassen wurden von Steyr-Daimler-Puch-Wagen gewonnen.

## Ergebnisse

### Schlussklassement
| 1               | SR/P 2.0 | 2T  | Porsche System             | Gerhard Mitter       | Porsche 904/8 Bergspyder    | 0:06:20,400 |
| 2               | GT 2.0   | 26  | Porsche System             | Herbert Müller       | Porsche 904 GTS             | 0:06:25,250 |
| 3               | SR/P 2.0 | 1   | Porsche System             | Anton Fischhaber     | Elva Mk.VII                 | 0:06:30,920 |
| 4               | SR/P 2.0 | 4   | Abarth                     | Hans Herrmann        | Abarth 2000 OT              | 0:06:31,080 |
| 5               | GT 2.0   | 29  | Michel Weber               | Michel Weber         | Porsche 904 GTS             | 0:06:31,490 |
| 6               | GT 2.0   | 28  | Rolf Stommelen             | Rolf Stommelen       | Porsche 904 GTS             | 0:06:35,220 |
| 7               | GT 2.0   | 31  | Abarth                     | Herbert Demetz       | Abarth-Simca 2000 GT        | 0:06:35,340 |
| 8               | GT 2.0   | 27  | Udo Schütz                 | Udo Schütz           | Porsche 904 GTS             | 0:06:36,990 |
| 9               | SR/P 2.0 | 5   | Abarth                     | Leo Cella            | Abarth-Simca 2000           | 0:06:37,700 |
| 10              | GT + 2.0 | 21  | Alan Mann                  | Bob Bondurant        | Shelby Cobra Roadster       | 0:06:38,980 |
| 11              | GT + 2.0 | 22  | Alan Mann                  | Bo Ljungfeldt        | Shelby Cobra                | 0:06:41,240 |
| 12              | GT 2.0   | 34  | Sportwagen Spezial Service | Wolfgang Harder      | Abarth-Simca 2000 GT        | 0:06:51,630 |
| 13              | GT 2.0   | 30  |                            | Joseph Greger        | Porsche 904 GTS             | 0:06:56,540 |
| 14              | SR/P 2.0 | 7   | OASC                       | Walter Schatz        | Lotus 23                    | 0:06:57,240 |
| 15              | GT 1.6   | 38  | Karl Foitek                | Karl Foitek          | Lotus Elan                  | 0:07:01,160 |
| 16              | SR/P 2.0 | 12  | Abarth                     | Harry Zweifel        | Abarth 1300S Zagato         | 0:07:14,970 |
| 17              | GT 1.6   | 41  | Reinhold Joest             | Reinhold Joest       | Porsche 356B Carrera        | 0:07:18,210 |
| 18              | T 1.3    | 108 | Isar Racing                | Manfred Behnke       | Austin Mini-Cooper S        | 0:07:31,680 |
| 19              | T 1.6    | 103 | Helmut Hähn                | Gerhard Schüler      | Alfa Romeo Giulia TI Super  | 0:07:38,050 |
| 20              | GT 1.6   | 40  | Herbert Wrobel             | Herbert Wrobel       | Alfa Romeo Giulia TZ Super  | 0:07:38,950 |
| 21              | T 1.6    | 100 | Ford Austria               | Gerhart Greil        | Ford Cortina                | 0:07:39,270 |
| 22              | GT 1.0   | 62  | Karl Foitek                | Joe Kretschi         | Fiat-Abarth 1000            | 0:07:39,790 |
| 23              | GT + 2.0 | 24  | W. E. Huth                 | Frans-Klaus Schmitz  | Jaguar E-Type               | 0:07:44,300 |
| 24              | GT 1.0   | 65  | Siegfried Spiess           | Siegfried Spiess     | NSU Prinz 1000              | 0:07:44,700 |
| 25              | T 2.5    | 93  | Hubert Hohenlohe           | Hubert Hohenlohe     | BMW 1800 Ti                 | 0:07:46,060 |
| 26              | T 1.3    | 111 | Christoph Herrling         | Christoph Herrling   | Austin Mini-Cooper S        | 0:07:47,430 |
| 27              | GT 1.0   | 64  | Fixo-Flex                  | Kurt Geiss           | Fiat-Abarth 1000            | 0:07:48,620 |
| 28              | SR/P 2.0 | 15  | Basilisk                   | Heini Buess          | Lotus 23                    | 0:07:48,720 |
| 29              | T 1.3    | 112 | Alfred Krohe               | Alfred Krohe         | Austin Mini-Cooper S        | 0:07:51,640 |
| 30              | T 1.0    | 120 | Abarth                     | Achille Marzi        | Fiat-Abarth 1000 Berlinetta | 0:07:54,440 |
| 31              | T 1.3    | 110 | Mariahilf                  | Josef Chalupa        | Morris Mini Cooper S        | 0:07:56,560 |
| 32              | GT 1.0   | 67  | Helmut Krause              | Helmut Krause        | Abarth 1000                 | 0:07:58,170 |
| 33              | T + 2.5  | 84  | Artur Gerster              | Artur Gerster        | Chevrolet Nova              | 0:07:59,800 |
| 34              | T 1.6    | 102 | Fixo-Flex                  | Theo Reuter          | Ford Cortina                | 0:08:00,520 |
| 35              | T 700    | 141 | Heinz Liedl                | Heinz Liedl          | Steyr-Puch 650TR            | 0:08:01,730 |
| 36              | T 1.0    | 134 | Kurt Pfnier                | Kurt Pfnier          | DKW F 11                    | 0:08:02,360 |
| 37              | T 2.5    | 94  | SWM                        | Rudolf Baum          | BMW 1800 Ti                 | 0:08:02,510 |
| 38              | T + 2.5  | 81  | Friedrich Bryzmann         | Friedrich Bryzmann   | Jaguar 3.8 Mk 2             | 0:08:02,920 |
| 39              | T 2.5    | 90  | VSA München                | Carl Kramer          | Fiat 2300 S Coupé           | 0:08:03,130 |
| 40              | T 1.6    | 101 | OASC                       | Robert Rojkowski     | Alfa Romeo Giulia TI Super  | 0:08:04,510 |
| 41              | T 2.5    | 88  | Fixo-Flex                  | Hans Braun           | Mercedes-Benz 220 SE        | 0:08:04,640 |
| 42              | T + 2.5  | 82  | Peter Hamann               | Peter Hamann         | Mercedes-Benz 300 SE        | 0:08:04,990 |
| 43              | GT 1.0   | 68  | Caposcarico                | Hans Affentranger    | Abarth 1000                 | 0:08:07,150 |
| 44              | GT 1.6   | 47  | Gerhard von Hacke          | Gerhard von Hacke    | Porsche 356B Super 90       | 0:08:07,760 |
| 45              | GT 2.0   | 33  |                            | Horst Huber          | Porsche 911                 | 0:08:08,550 |
| 46              | GT 1.6   | 48  | Werner Moessner            | Werner Moessner      | Porsche 356B Super 90       | 0:08:10,350 |
| 47              | T 1.0    | 127 | Hans-Joachim Nowak         | Hans-Joachim Nowak   | DKW F 12                    | 0:08:11,380 |
| 48              | GT 1.6   | 44  | Ernst Burget               | Ernst Burget         | Porsche 356 SC              | 0:08:12,790 |
| 49              | T 1.0    | 124 | Michael Endress            | Michael Endress      | DKW F 12                    | 0:08:13,180 |
| 50              | T 1.3    | 117 | Hans-Dieter Vanicek        | Hans-Dieter Vanicek  | Glas 1204 TS                | 0:08:13,640 |
| 51              | GT 1.6   | 51  | Sebastian Helliel          | Sebastian Helliel    | Porsche 356B Super 90       | 0:08:13,800 |
| 52              | GT 1.6   | 46  | Georg Bichler              | Georg Bichler        | Porsche 356B Super 90       | 0:08:18,140 |
| 53              | GT 1.6   | 45  | Ernst Miller               | Ernst Miller         | Porsche 356 SC              | 0:08:18,610 |
| 54              | T 1.0    | 125 | Gottfried Michael          | Gottfried Michael    | DKW F 12                    | 0:08:20,380 |
| 55              | T 1.0    | 133 | Johann Abt                 | Johann Abt           | DKW F 11                    | 0:08:20,530 |
| 56              | T 700    | 139 | Johannes Ortner            | Johannes Ortner      | Steyr-Puch 650TR            | 0:08:25,070 |
| 57              | T 1.0    | 130 | Karl Wendlinger            | Karl Wendlinger      | Fiat-Abarth 1000            | 0:08:25,520 |
| 58              | T 1.6    | 104 | Helmut Hähn                | Karl-Heinz Haag      | Alfa Romeo Giulia TI Super  | 0:08:29,060 |
| 59              | GT 1.6   | 49  | Max Fuess                  | Max Fuess            | Porsche 356B Super 75       | 0:08:36,990 |
| 60              | GT 2.0   | 35  | Richard Weiland            | Richard Weiland      | Porsche 356B Carrera 2      | 0:08:39,180 |
| 61              | T 700    | 140 | Karl Wendlinger            | Karl Wendlinger      | Steyr-Puch 650TR            | 0:08:40,440 |
| 62              | T + 2.5  | 83  | Lufthansa                  | Reinhart Hoensbroech | Chevrolet Impala            | 0:08:42,000 |
| 63              | GT 1.6   | 52  | Gerhard Voegtlin           | Gerhard Voegtlin     | Porsche 356B Super 7        | 0:08:42,280 |
| 64              | GT 2.0   | 36  | Dieter Schuette            | Dieter Schuette      | MGB 1800                    | 0:08:52,720 |
| 65              | GT 1.6   | 50  | Klaus Schemann             | Klaus Schemann       | Porsche 356B Super 75       | 0:08:53,020 |
| 66              | T + 2.5  | 86  | Tony Lang                  | Tony Lang            | Opel Rekord Coupé           | 0:08:54,400 |
| 67              | T 600    | 160 | Franz Eichhammer           | Franz Eichhammer     | Steyr-Puch 500D             | 0:08:56,990 |
| 68              | T 700    | 145 | Heinz Lammer               | Heinz Lammer         | BMW 700S                    | 0:08:57,330 |
| 69              | T 700    | 143 | Werner Maier               | Werner Maier         | BMW 700S                    | 0:08:57,790 |
| 70              | T 600    | 156 | Manfred Spiess             | Manfred Spiess       | NSU Prinz                   | 0:09:04,890 |
| 71              | T 700    | 146 | Willi Koetzner             | Willi Koetzner       | BMW 700S                    | 0:09:07,600 |
| 72              | GT 1.0   | 79  | SWM                        | Gernot Lamby         | BMW 700S                    | 0:09:07,790 |
| 73              | T 600    | 154 | Hannes Haering             | Hannes Haering       | Steyr-Puch 500D             | 0:09:09,850 |
| 74              | T 1.3    | 115 | Rolf Haid                  | Rolf Haid            | Glas 1204 TS                | 0:09:09,920 |
| 75              | T 1.3    | 114 | Walter Franz               | Walter Franz         | Glas 1204 TS                | 0:09:12,050 |
| 76              | T 700    | 149 | Raimund Raab               | Raimund Raab         | BMW 700S                    | 0:09:12,550 |
| 77              | T 600    | 161 | Erich Mittenmaier          | Erich Mittenmaier    | Steyr-Puch 500D             | 0:09:16,600 |
| 78              | SR/P 2.0 | 59  | Jürgen-Horst Weber         | Jürgen-Horst Weber   | VW 1200 Spezial             | 0:09:26,480 |
| 79              | T 600    | 159 | Günther Lehmann            | Günther Lehmann      | Steyr-Puch 500D             | 0:09:28,640 |
| 80              | T + 2.5  | 85  | Hermann Clouth             | Hermann Clouth       | Ford Zodiac Mk II           | 0:09:40,250 |
| 81              | T 1.0    | 129 | Volker Ballnath            | Volker Ballnath      | Auto Union 1000 Spezial     | 0:09:53,090 |
| 83              | T 700    | 151 | Günther Wittmann           | Günther Wittmann     | BMW 700S                    | 0:10:13,880 |
| 84              | T 1.0    | 128 | Richard Gutsmiedl          | Richard Gutsmiedl    | DKW F 12                    | 0:10:21,180 |
| Ausgefallen     |          |     |                            |                      |                             |             |
| 85              | GT 2.0   | 32  | Abarth                     | Heini Walter         | Abarth-Simca 2000 GT        |             |
| 86              | T + 2.5  | 87  | Fixo-Flex                  | Alfred Katz          | Mercedes-Benz 220 SE        |             |
| 87              | T 2.5    | 97  | Fixo-Flex                  | Josef Schnitzer      | BMW 1800 Ti                 |             |
| 88              | T 700    | 142 | Otto Gmeinder              | Otto Gmeinder        | Steyr-Puch 650TR            |             |
| 89              | T 700    | 144 | Christian Klein            | Christian Klein      | BMW 700S                    |             |
| 90              | T 700    | 147 | Klaus Feuchtenberger       | Klaus Feuchtenberger | BMW 700S                    |             |
| 91              | T 600    | 155 | Sepp Liebl                 | Sepp Liebl           | Steyr-Puch 500D             |             |
| 92              | T 600    | 162 | Herbert Fellhauer          | Herbert Fellhauer    | NSU Prinz                   |             |
| Nicht gestartet |          |     |                            |                      |                             |             |
| 93              | SR/P 2.0 | 16  | SWM                        | Stefan Mannl         | SWM BMW 700                 | 1           |
| 94              | GT 1.6   | 42  | Rudi Lins                  | Rudi Lins            | Porsche 356 Carrera         | 2           |
| 95              | GT 1.6   | 43  | Nick Ukmar                 | Nick Ukmar           | Porsche 356B Carrera        | 3           |
| 96              | GT 1.6   | 54  | Karl Federhofer            | Karl Federhofer      | Abarth-Simca 1300 Bialbero  | 4           |
| 97              | GT 1.6   | 55  | Karl Foitek                | Roland Stierli       | Abarth-Simca 1300 Bialbero  | 5           |
| 98              | T 1.3    | 109 | Austin Austria             | Dieter Delle Karth   | Austin Mini-Cooper S        | 6           |
| 99              | SR/P 2.0 | 2   | Porsche System             | Gerhard Mitter       | Porsche 904/8 Bergspyder    | 7           |

1 nicht gestartet
2 nicht gestartet
3 nicht gestartet
4 nicht gestartet
5 nicht gestartet
6 nicht gestartet
7 ursprünglicher Einsatzwagen

### Nur in der Meldeliste
Hier finden sich Teams, Fahrer und Fahrzeuge, die ursprünglich für das Rennen gemeldet waren, aber aus den unterschiedlichsten Gründen daran nicht teilnahmen.
| Pos. | Klasse   | Nr. | Team                       | Fahrer                  | Chassis                    |
| ---- | -------- | --- | -------------------------- | ----------------------- | -------------------------- |
| 100  | SR/P 2.0 | 8   | Endrik Fleischmann         | Endrik Fleischmann      | Lotus 23                   |
| 101  | SR/P 2.0 | 11  | Abarth                     |                         | Fiat-Abarth 1300 Sport     |
| 102  | SR/P 2.0 | 14  | Karl Foitek                | Heinrich Wirth          | Elva Mk VI                 |
| 103  | GT + 2.0 | 23  | Malte Huth                 | Malte Huth              | Shelby GT350               |
| 104  | GT + 2.0 | 25  | Sportwagen Spezial Service | Albert Pfuhl            | Ferrari 250 GT SWB         |
| 105  | GT 2.0   | 30  | Abramo Zanardelli          | Abramo Zanardelli       | Porsche 904 GTS            |
| 106  | GT 2.0   | 33  | Basilisk                   | Hans Kühnis             | Abarth-Simca 2000 GT       |
| 107  | GT 1.6   | 39  | Corsaires                  | Francois Brelaz         | Lotus Elan                 |
| 108  | GT 1.6   | 53  | Fixo-Flex                  | Kurt Geiss              | Abarth-Simca 1300 Bialbero |
| 109  | GT 1.6   | 56  | André Wicky                | Denis Borel             | Abarth-Simca 1300 Bialbero |
| 110  | GT 1.6   | 57  | Martin Mühlbauer           | Martin Mühlbauer        | Marcos GT                  |
| 111  | GT 1.6   | 58  | Erich Dengler              | Erich Dengler           | Glas 1304 TS               |
| 112  | GT 1.0   | 66  | Fixo-Flex                  | Harold Iffert           | Fiat-Abarth 1000           |
| 113  | T 2.5    | 95  | Günther Nagler             | Günther Nagler          | BMW 1800 Ti                |
| 114  | T 2.5    | 96  | Werner Dinkel              | Reinhardt Stenzel       | BMW 1800 Ti                |
| 115  | T 1.6    | 105 | Karl-Heinz Jacoby          | Karl-Heinz Jacoby       | Volkswagen 1500S           |
| 116  | T 1.3    | 106 | Brescia Corse              | Gianfranco Padoan       | Austin Mini-Cooper S       |
| 117  | T 1.3    | 107 | Karl Foitek                | Edy Welti               | Austin Mini-Cooper S       |
| 118  | T 1.3    | 113 | Hans-Friedrich Höftmann    | Hans-Friedrich Höftmann | Austin Mini-Cooper S       |
| 119  | T 1.3    | 116 | Michael Strachwitz         | Michael Strachwitz      | Glas 1204 TS               |
| 120  | T 1.0    | 121 | Fixo-Flex                  | Andreas Schmalbach      | Fiat-Abarth 1000 Berlina   |
| 121  | T 1.0    | 122 | Isar Racing                | Max Gruber              | Fiat-Abarth 1000 Berlina   |
| 122  | T 1.0    | 123 | Willi Nessling             | Willi Nessling          | Austin Mini-Cooper         |
| 123  | T 1.0    | 126 | Horst Sprick               | Horst Sprick            | DKW F 12                   |
| 124  | T 1.0    | 132 | Abarth                     | Antonio Trenti          | Fiat-Abarth 850TC          |
| 125  | T 1.0    | 135 | Joachim Grahl              | Joachim Grahl           | DKW Junior                 |
| 126  | T 1.0    | 136 | Eugen Fauser               | Eugen Fauser            | Fiat-Abarth 850TC          |
| 127  | T 700    | 148 | Georg Muench               | Georg Muench            | BMW 700S                   |
| 128  | T 700    | 150 | Martin Rieblinger          | Martin Rieblinger       | BMW 700S                   |
| 129  | T 600    | 158 | Josef Luger                | Josef Luger             | NSU Sport Prinz            |

### Klassensieger
| Klasse   | Fahrer           | Fahrzeug                    | Platzierung im Gesamtklassement |
| -------- | ---------------- | --------------------------- | ------------------------------- |
| SR/P 2.0 | Gerhard Mitter   | Porsche 904/8 Bergspyder    | Gesamtsieg                      |
| GT + 2.0 | Bob Bondurant    | Shelby Cobra Roadster       | Rang 10                         |
| GT 2.0   | Herbert Müller   | Porsche 904 GTS             | Rang 2                          |
| GT 1.6   | Karl Foitek      | Lotus Elan                  | Rang 15                         |
| GT 1.0   | Joe Kretschi     | Fiat-Abarth 1000            | Rang 22                         |
| T + 2.5  | Artur Gerster    | Chevrolet Nova              | Rang 33                         |
| T 2.5    | Hubert Hohenlohe | BMW 1800 Ti                 | Rang 25                         |
| T 1.6    | Gerhard Schüler  | Alfa Romeo Giulia TI Super  | Rang 19                         |
| T 1.3    | Manfred Behnke   | Austin Mini-Cooper S        | Rang 18                         |
| T 1.0    | Achille Marzi    | Fiat-Abarth 1000 Berlinetta | Rang 30                         |
| T 700    | Heinz Liedl      | Steyr-Puch 650TR            | Rang 35                         |
| T 600    | Franz Eichhammer | Steyr-Puch 500D             | Rang 67                         |

### Renndaten
- Gemeldet: 129
- Gestartet: 92
- Gewertet: 84
- Rennklassen: 12
- Zuschauer: unbekannt
- Wetter am Renntag: wolkig, leichter Regen beim zweiten Lauf
- Streckenlänge: 5,890 km
- Fahrzeit des Siegerteams: 0:06:20,400 Stunden
- Gesamtrunden des Siegerteams: 2
- Gesamtdistanz des Siegerteams: 11,780 km
- Siegerschnitt: 113,656 km/h
- Pole-Position: keine
- Schnellste Rennrunde: Gerhard Mitter – Porsche 904/8 Bergspyder (#2T) – 3:07,590 = 115,145 km/h
- Rennserie: 11. Lauf zur Sportwagen-Weltmeisterschaft 1965